# Isuzu

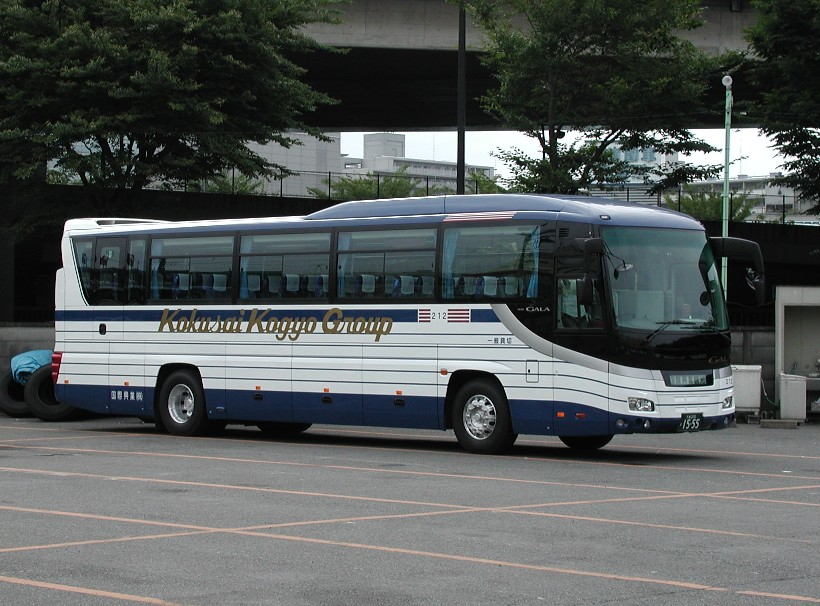
Isuzu Gala

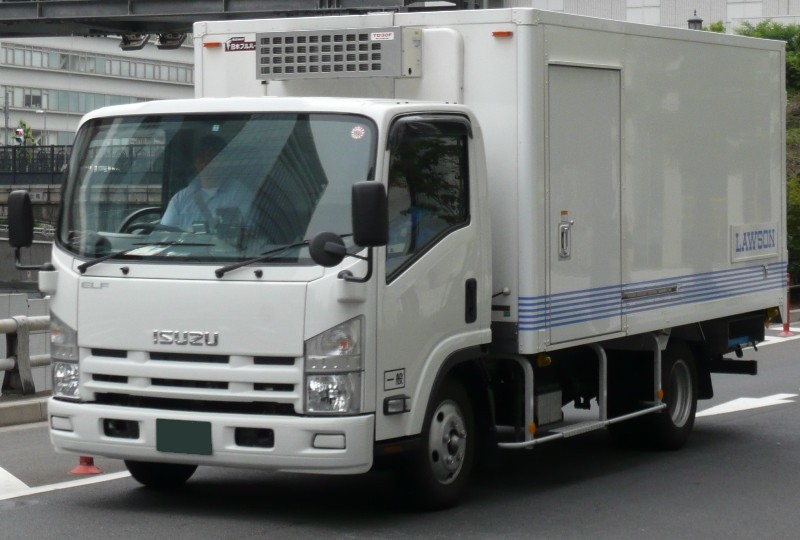
Isuzu Elf

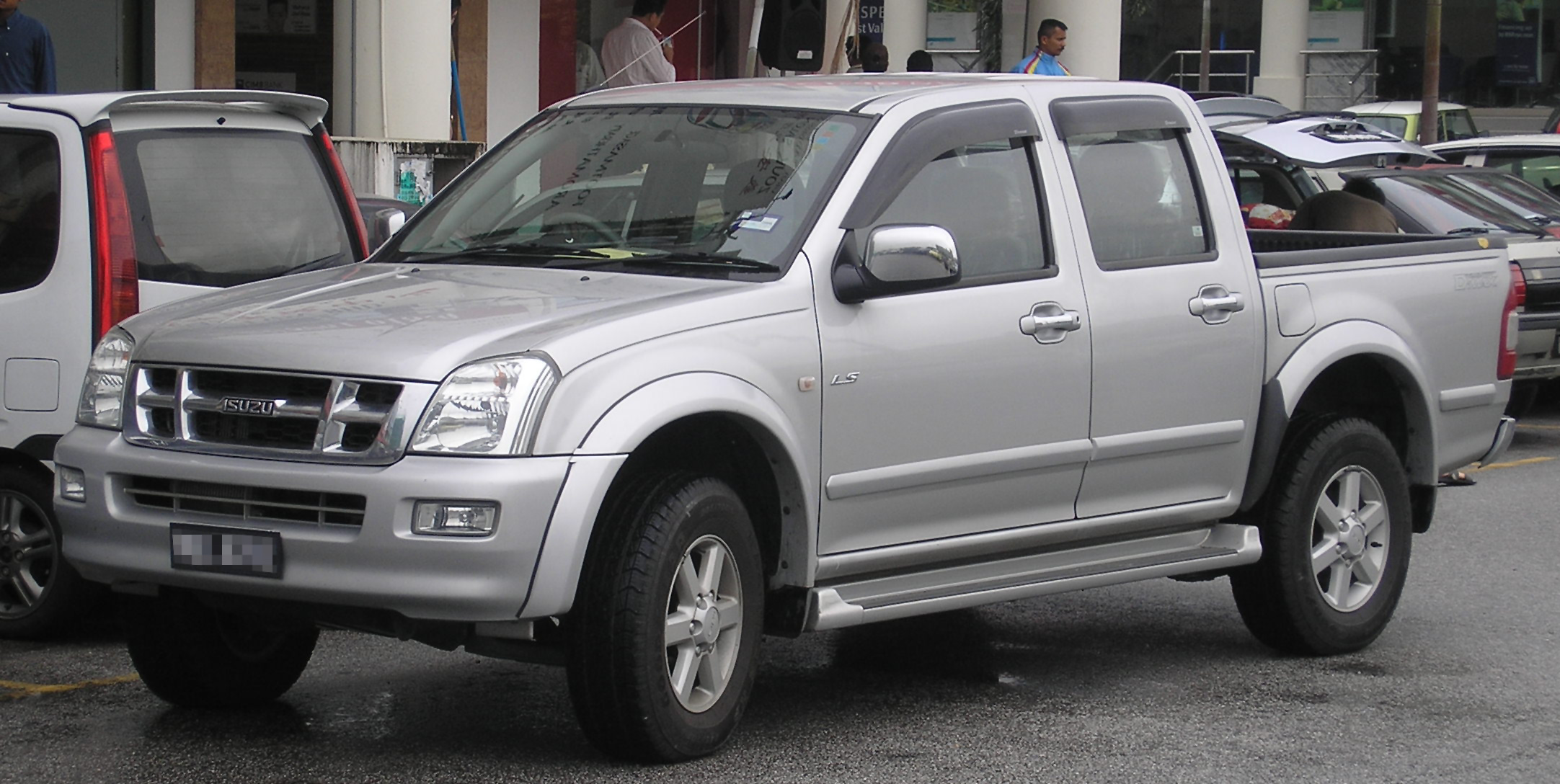
Isuzu D-Max

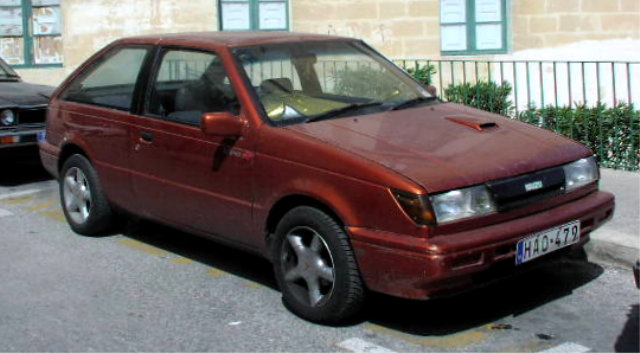
Isuzu Gemini

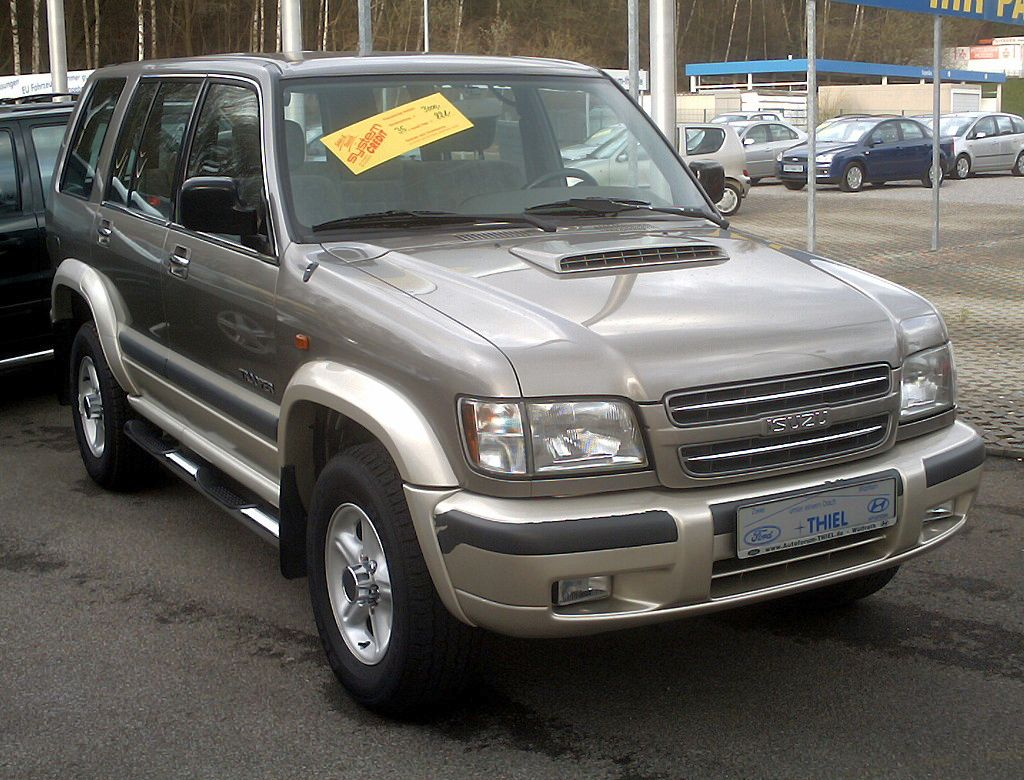
Isuzu Trooper

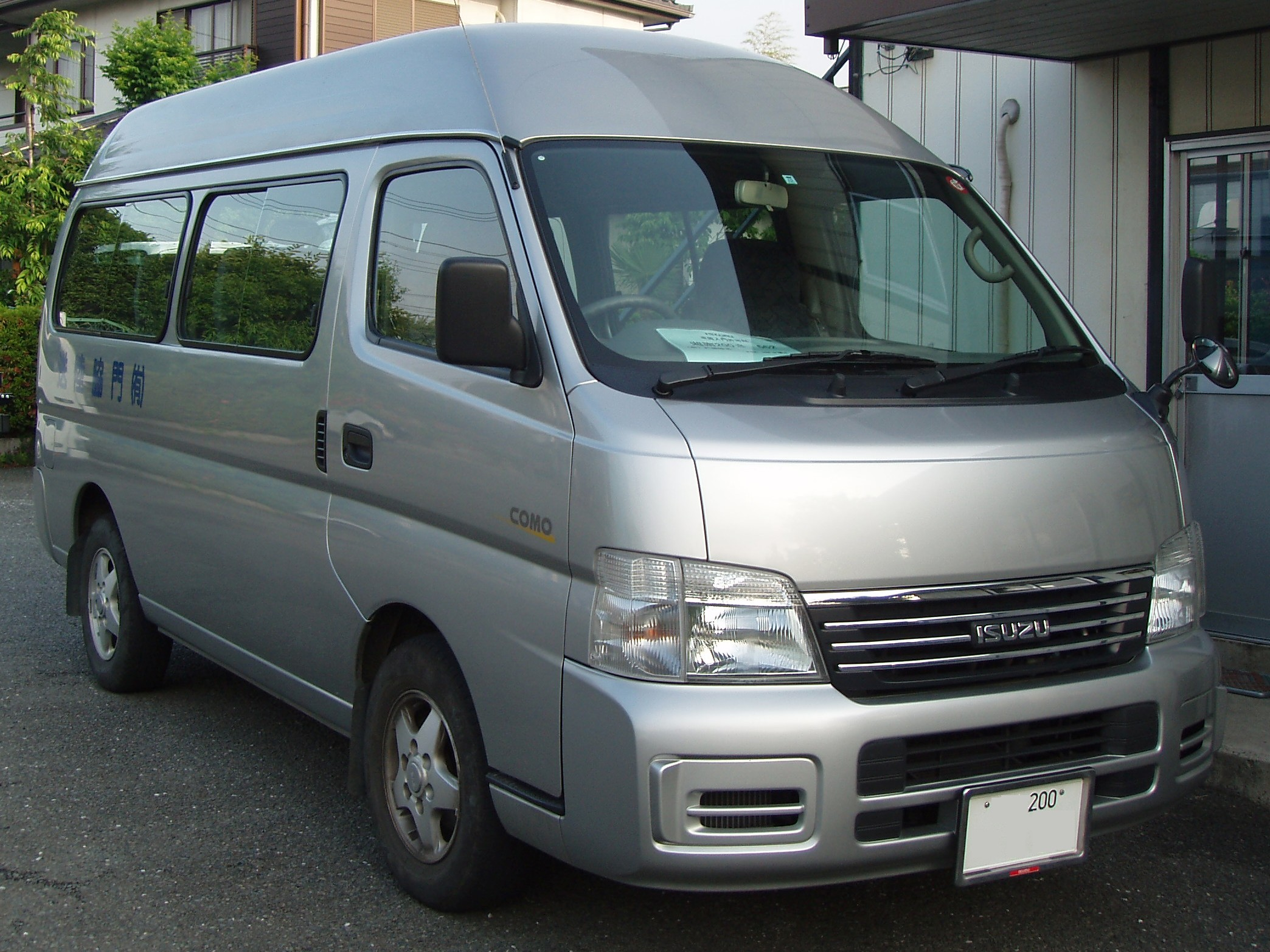
Isuzu Como

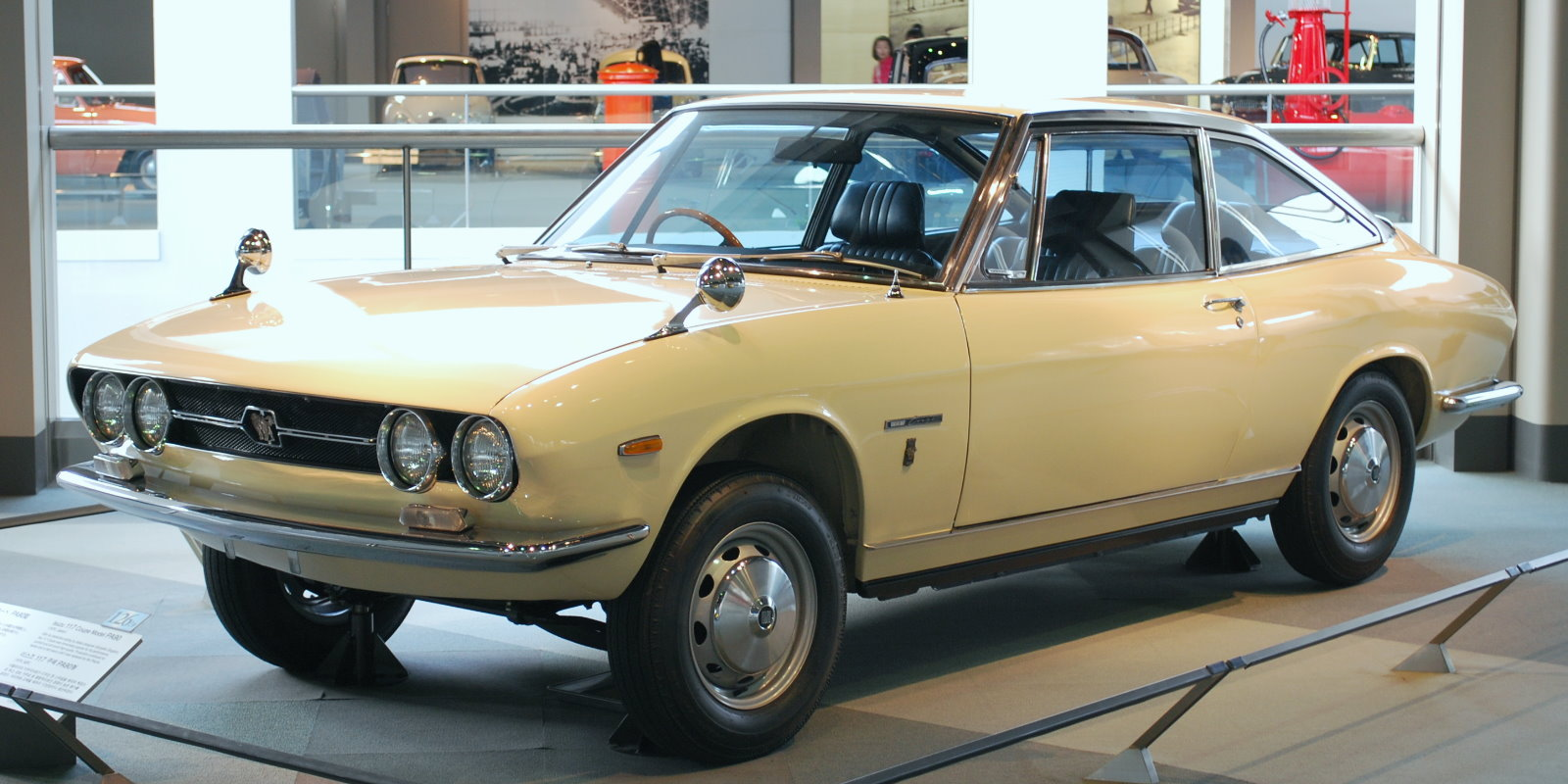
Isuzu 117 Coupé

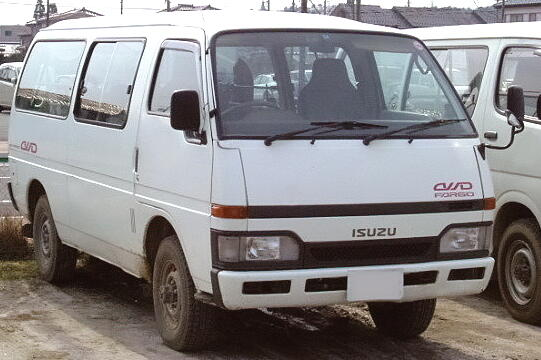
Isuzu Fargo (Isuzu Midi)

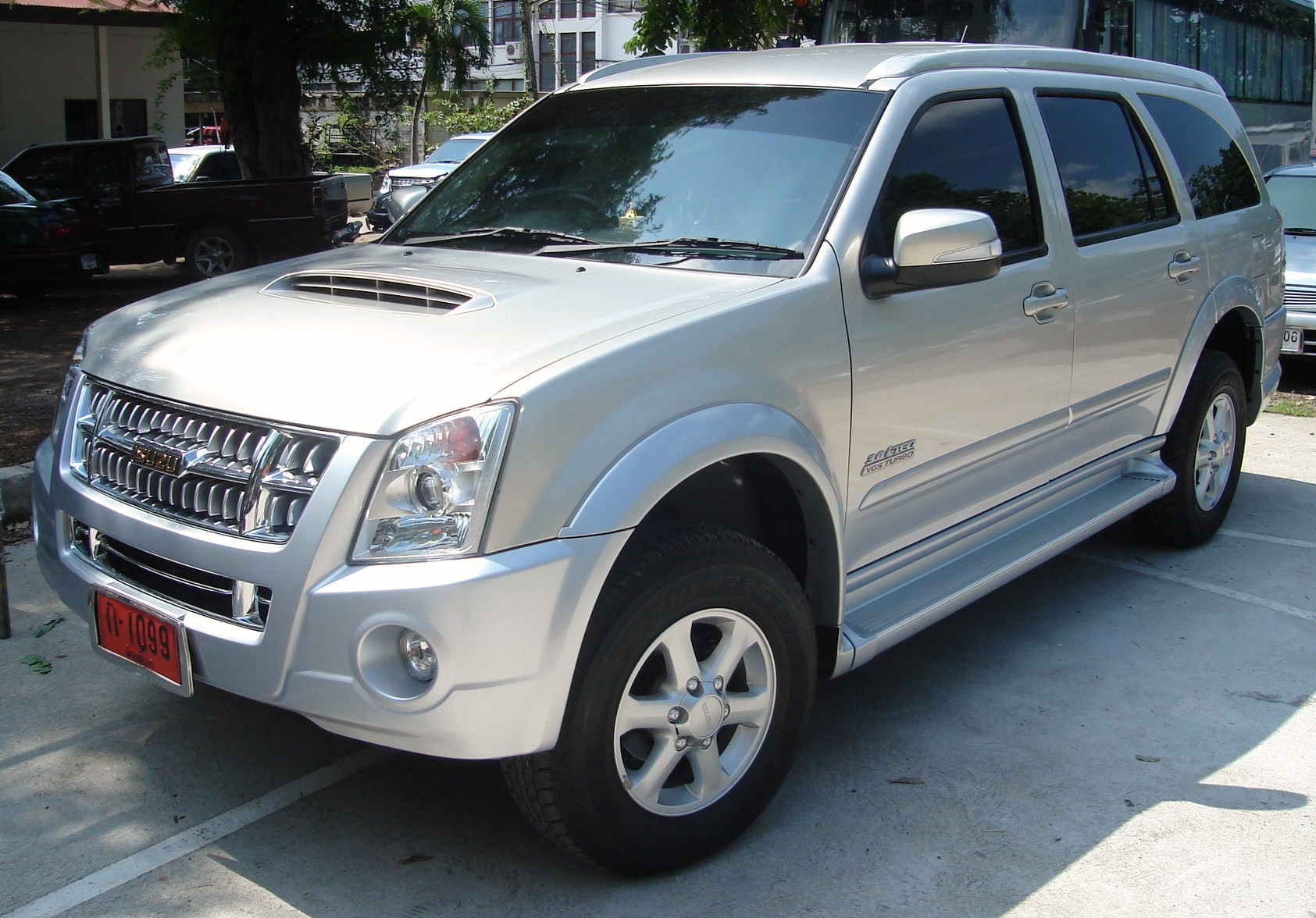
Isuzu MU-7

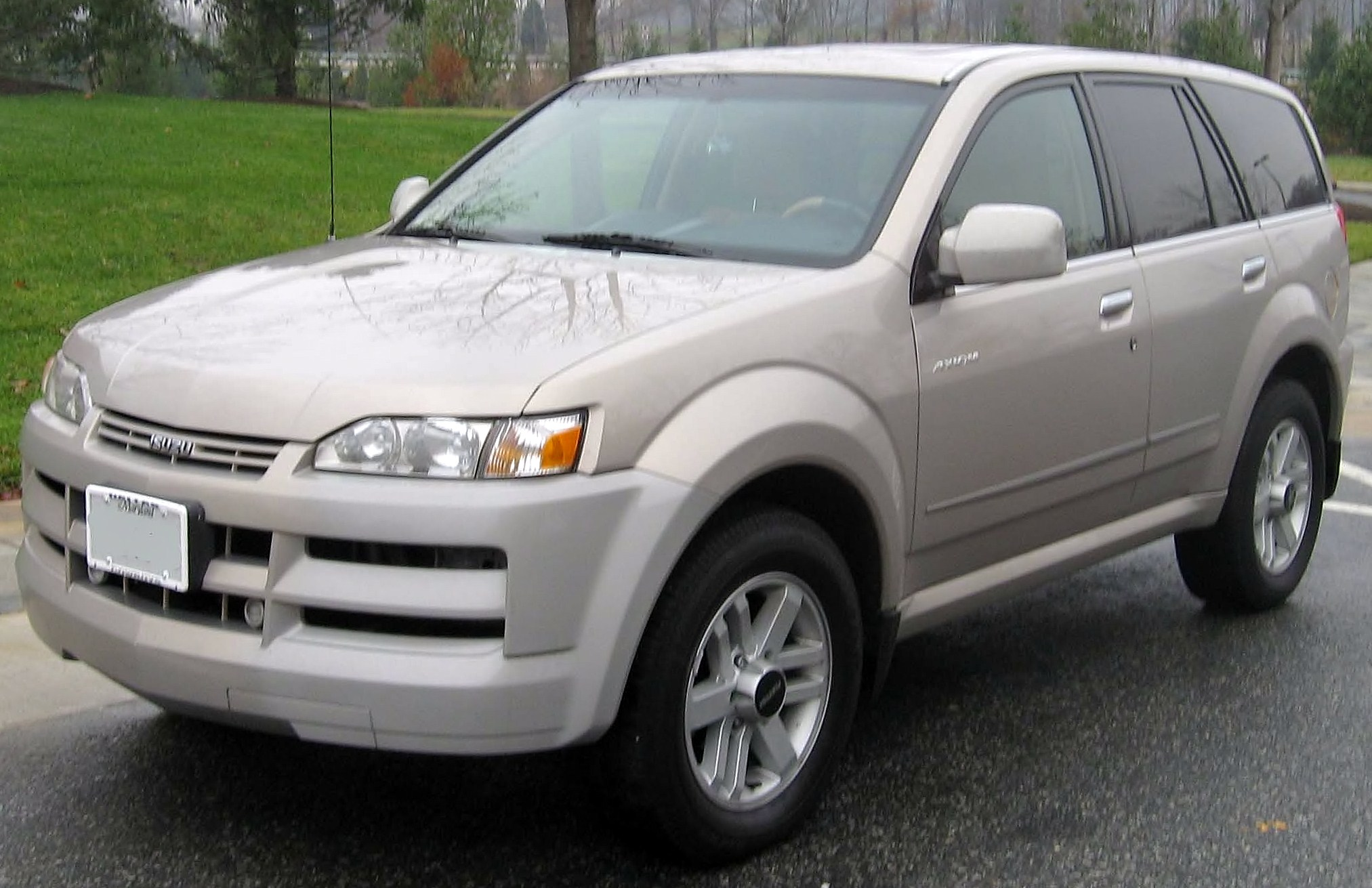
Isuzu Axiom

Isuzu Motors Ltd. (jap. いすゞ自動車株式会社 Isuzu Jidōsha Kabushiki-gaisha) – japońskie przedsiębiorstwo działające w przemyśle motoryzacyjnym z siedzibą w Tokio.

## Opis
Isuzu jest jednym z najstarszych japońskich producentów samochodów. Zajmuje się produkcją samochodów dostawczych, ciężarowych, autobusów, samochodów terenowych oraz silników spalinowych. Przedsiębiorstwo posiada bogatą ofertę silników przemysłowych oraz trakcyjnych. Silniki Isuzu napędzają między innymi łodzie motorowe Mercury Marine/MerCruiser. Są lub były montowane do samochodów marek: Opel, Vauxhall, Honda, Chevrolet, Saab oraz Renault. Można je spotkać także w maszynach budowlanych i górniczych oraz jako napęd generatorów prądu elektrycznego.
Główne zakłady produkcyjne Isuzu w Japonii znajdują się w mieście Fujisawa (prefektura Kanagawa), na terenie prefektury Tochigi i na Hokkaido. Zakład Fujisawa produkuje samochody użytkowe i komponenty, pozostałe – wytwarzają silniki spalinowe i komponenty do silników.
Przedsiębiorstwo posiada zakłady produkcyjne poza Japonią, m.in. w: Tajlandii (samochody), Indonezji (samochody), Polsce (silniki), Stanach Zjednoczonych (silniki).
Obecnie światowa baza produkcyjna i sprzedażowa korporacji rozwijana jest w oparciu o model joint venture z przedsiębiorstwami mającymi ugruntowaną pozycję na rynkach lokalnych.

## Historia
- 1916 – Tokyo Ishikawajima Shipbuilding and Engineering Co., Ltd.(inne języki) i Tokyo Gas and Electric Industrial Co. stworzyły plan budowy samochodów.

- 1918 – Rozpoczyna się współpraca z brytyjskim przedsiębiorstwem Wolseley.

- 1922 – Powstaje pierwszy japoński Wolseley model A-9.

- 1924 – Rusza produkcja ciężarówki typu CP.

- 1934 – Pierwszy samochód zostaje nazwany Isuzu (od rzeki Isuzu).

- 1949 – Isuzu zostało zaakceptowane jako firma przedsiębiorstwa.

- 1953 – Przy współpracy z przedsiębiorstwem Rootes Group rusza produkcja samochodu osobowego Hillman Minx.

- 1971 – Zawiązuje się współpraca z koncernem General Motors.

- 1972 – Rozpoczyna się sprzedaż Isuzu Pick-up w USA pod nazwą Chevrolet LUV.

- 1973 – Isuzu prezentuje model Gemini, najbardziej znany osobowy model tej firmy, koprodukowany z General Motors.

- 1983 – Isuzu rozpoczyna produkcję modelu Trooper.

- 1987 – Wspólnie z Fuji Heavy Industries powstaje spółka Subaru Isuzu Automotive Inc. i fabryka w stanie Indiana (USA).

- 1990 – Isuzu rozpoczyna produkcję modelu Isuzu Rodeo(inne języki), który jest znany jako Opel Frontera.

- 1997 – Powstaje w Tychach spółka Isuzu Motors Polska produkująca silniki Diesla o pojemności 1,7 l.

- 1998 – General Motors i Isuzu tworzą w USA spółkę joint venture o nazwie DMAX, mającą produkować silniki Diesla o pojemności 6.6 litra i ośmiu cylindrach w układzie V. Silniki mają być montowane do amerykańskich marek samochodów General Motors.

- 1999 – GM zwiększa udziały w Isuzu do 49%, przejmując kontrolę nad przedsiębiorstwem.

- 2000 – Isuzu Motors Polska rozpoczyna produkcję silnika do łodzi motorowej. Jest to bardzo mocno zmodyfikowana wersja silnika 1.7 DTI znanego z samochodów Opel Corsa/Combo. Silnik jest całkowicie pozbawiony elektroniki, ma znacząco wyższą moc (120 KM) w porównaniu do wersji „samochodowej” (75 KM). Podobnie jak w wersji samochodowej w układzie zasilnia pracuje pompa rotacyjna pompa wtryskowa.

- 2000 – Isuzu Motors Polska rozpoczyna produkcję silnika 1,7 Diesel do samochodów Honda Civic. Jest to wysoko doładowany (turbo sprężarka o zmiennej geometrii łopatek) silnik z zasilaniem zrealizowanym w technice Common Rail. Silnik ma moc 90 Km. Samochód z tym silnikiem nie jest oferowany przez Hondę na rynku polskim. Silnik do Hondy jest prawdopodobnie pierwszym silnikiem Isuzu z Common Railem.

- 2002 – Fuji Heavy Industries odkupuje od Isuzu udziały w Subaru Isuzu Automotive Inc.

- 2002 – Z powodu kłopotów finansowych, GM przejmuje kontrolę nad spółkami D-Max i Isuzu Motors Polska, zyskując prawa do większości konstrukcji silnikowych produkowanych przez Isuzu. Isuzu Motors Polska staje się spółką joint venture z większościowym udziałem GM.

- 2002 – Isuzu kończy produkcję samochodów osobowych.

- 2004 – Prezentacja całkowicie nowego modelu średniego pick-upa o nazwie D-Max przeznaczonego głównie na rynki azjatyckie. W Europie jest sprzedawany w Wielkiej Brytanii i krajach Beneluxu jako Isuzu Rodeo. Samochód został opracowany jako użytkowy samochód terenowy. Koncepcją bliżej mu do Toyoty Hi-Lux niż typowego SUV-a.

- 2005 – Prezentacja nowego modelu pick-upa serii-i na rynek amerykański, na którym bazuje Chevrolet Colorado.

- 2005 – Likwidacja zakładu produkcyjnego Kawasaki. Produkcja samochodów ciężarowych została przeniesiona z likwidowanej fabryki do największego zakładu Fujisawa.

- 2006–2007 – GM sprzedaje udziały w Isuzu Motors Ltd. Udziałowcem Isuzu Motors Ltd. zostaje Toyota Motors Corporation. Rozpoczyna się współpraca z Isuzu Motors Ltd i Toyota Motor Corporation. Celem współpracy jest projektowanie, produkcja i rozwój małego silnika Diesla o pojemności 1,6 litra dla europejskich modeli Toyoty.

- 2008 – Isuzu Motors Polska kończy produkcje silnika 1.7 do łodzi motorowej. Odbiorcą tego silnika była firma produkująca łodzie motorowe Mercruiser Cummins. Isuzu Motors Limited pozostaje nadal dostawcą innych typów silników dla tej firmy.

- 2008 – Isuzu Motors Limited i General Motors zakładają spółkę joint venture w Kolumbii (nazwa spółki GMICA-Colombia). Celem wspólnego przedsięwzięcia jest sprzedaż i obsługa posprzedażna samochodów marki Isuzu. Samochody Isuzu będą sprzedawane w sieci sprzedaży GM.

- 2009 Toyota Motors Corporation po zamianach w kadrze zarządzającej rezygnuje z rozwoju silników Diesla na rzecz napędów hybrydowych. Decyzja ta jednocześnie oznacza rezygnację ze współpracy z Isuzu w zakresie planowanej produkcji rozwoju tego typu silników.

- 2009 Isuzu Motors Polska Sp. z o.o. Rozpoczyna produkcję nowego modelu silnika 1.7 Turbo Diesel przeznaczonego dla samochodu Astra IV. W stosunku do silnika montowanego do Astry III nowy silnik ma między innymi zmienioną elektronikę, turbosprężarkę i system EGR. Dzięki zastosowanym zmianom silnik płynniej rozwija moc, charakteryzuje się mniejszym zużyciem paliwa i spełnia normę Euro 5

- 2009 – otwarcie polskiego oddziału firmy, Isuzu Automotive Polska[1].

- 2010 – Isuzu Motors Polska Sp. z o.o. rozpoczyna produkcję nowej wersji silnika 1.7 o maksymalnej mocy 96 kW/130 KM i maksymalnym momencie obrotowym 300 Nm. Ta wersja silnika jest montowana do Opla Corsy i jest najmocniejszym silnikiem wysokoprężnym, dostępnym w tym modelu samochodu. Najważniejsze zmiany w silniku, w stosunku do poprzedniego modelu, to nowy układ zasilania, nowa elektronika silnika, zmodyfikowany układ dolotowy (między innymi: kolektor dolotowy z tworzywa sztucznego), zmodyfikowana turbosprężarka – zapewniająca płynniejsze rozwijanie mocy silnika w stosunku do poprzednich modeli, nowe tłoki, zmodyfikowany system EGR. Opel Corsa wyposażony w ten silnik może poszczycić się konsumpcją paliwa poniżej 5 l/100 km. Silnik spełnia normę emisji spalin Euro 5. Corsa z nowym silnikiem osiąga 200 km/h i rozpędza się do 100 km/h w 9,5 sek.

- 2010 Luty – Isuzu Motors Limited oficjalnie ogłasza przeniesienie działalności związanej z rozwojem konstrukcji samochodów typu Pick-up z Japonii do Tajlandii. Tajlandia jest największym rynkiem sprzedaży pick-up’ów dla Isuzu[2]

- 2010 Kwiecień – Isuzu Motors Polska Sp. z o.o. rozpoczyna produkcję silnika 1.7 dla nowej wersji Merivy. Jest to pierwszy silnik 1.7 CDTI przystosowany do pracy z automatyczną skrzynią biegów.

- 2010 Sierpień – Isuzu Motors Polska Sp. z o.o. rozpoczyna produkcje silnika 1.7 dla nowej Meriwy przeznaczonego do współpracy z ręczną skrzynia biegów. Silnik oferuje maksymalną moc i moment obrotowy na poziomie 130 KM i 300 Nm

- 2011 – Isuzu Motors Polska Sp. z o.o. rozpoczyna seryjną produkcję pierwszych silników z systemem S&S (Start & Stop). Jest to system automatycznie wyłączający silnik podczas postoju samochodu.

- 2012 – Isuzu Motors Polska Sp. z o.o. rozpoczyna seryjną produkcję silników dla Chevroleta Cruse wytwarzanego w Korei. Jest to silnik Astry IV po drobnych zmianach. Maksymalna moc silnika 130 KM, maksymalny moment 300 Nm.

- 2012 – Isuzu Motors Polska Sp. z o.o. rozpoczyna seryjną produkcję silników dla modelu Opel Mokka. Jest to pierwszy przypadek gdy silnik 1.7 DTI współpracuje z napędem 4x4. W ofercie znajduje się również wersja silnika pracująca z automatyczną skrzynią biegów.

- 2012 – Isuzu Motors Limited i Jiangling Motors Co., Group podpisują umowę w sprawie zawarcia join venture na produkcję samochodów Isuzu i ich sprzedaż. Umowa przewiduje także produkcję silników. Inwestycja ruszy po zaakceptowaniu przedsięwzięcia przez rząd Chin, co ma nastąpić w marcu 2013[3][4]. Planowany poziom produkcji i sprzedaży samochodów przez spółkę to 100 tys. sztuk rocznie.

## Modele
- Aska
- Ascender(inne języki)
- Axiom(inne języki)
- Bellel(inne języki)
- Bellett
- D-Max
- Elf/N-Series(inne języki)
- Erga(inne języki)
- Florian
- Forward/F-Series(inne języki)
- Gala(inne języki)
- Gemini
- Geminett
- Giga/C,E-Series(inne języki)
- Minx
- I-Mark
- Journey(inne języki)
- Midi
- MU Wizard/Rodeo
- PaNero
- Panther(inne języki)
- Piazza
- TF
- Trooper
- Turquoise(inne języki)
- VehiCross(inne języki)
- 117 Coupé
- Rodeo(inne języki)